# AFCチャンピオンズリーグ2 2024/25 決勝
AFCチャンピオンズリーグ2 2024/25 決勝（エーエフシーチャンピオンズリーグ2 2024/25 けっしょう、英: AFC Champions League Two 2024/25 Final）は、アジアサッカー連盟（AFC）により開催されたAFCチャンピオンズリーグ2 2024/25の決勝戦で、AFCチャンピオンズリーグ2 （ACL2）としては初の決勝戦（AFCカップ時代を含めると20回目）。

## チーム
| チーム                       | 地区           | 以前の決勝戦出場（太字は優勝） |
| ---------------------------- | -------------- | ------------------------------ |
| ライオン・シティ・セーラーズ | 東地区（AFF ） | なし                           |
| シャールジャ                 | 西地区（WAFF） | なし                           |

## 会場
ACL2の決勝は、決勝進出チームのいずれかのホームで行われ、毎年東西が入れ替わることとなっている。偶数年から始まる今大会の決勝は、東地区のライオン・シティ・セーラーズのホームであるシンガポールで行われる。ライオン・シティ・セーラーズが準決勝までホームスタジアムとして使用していたジャラン・ベサール・スタジアムについて、シャールジャが、ピッチが人工芝であることと収容人数が約6000人と比較的規模が小さいことを理由に懸念を表明し、このレベルの決勝に相応しい会場への変更を求めた。代替候補のシンガポール・ナショナルスタジアムは、当日レディー・ガガのコンサートで使用されるため外れ、シンガポールプレミアリーグでホームスタジアムとして使用しているビシャン・スタジアムで開催されることとなった。

## 決勝戦までの道のり
- (H)：ホームゲーム、(A)：アウェーゲーム

註: 以下のすべての結果は、決勝戦進出2クラブの得点を前に表示している。
| 順 | チーム                       | 試 | 点 |
| -- | ---------------------------- | -- | -- |
| 1  | ライオン・シティ・セーラーズ | 6  | 10 |
| 2  | ポート                       | 6  | 10 |
| 3  | 浙江                         | 6  | 9  |
| 4  | プルシブ・バンドン           | 6  | 5  |

| 順 | チーム           | 試 | 点 |
| -- | ---------------- | -- | -- |
| 1  | シャールジャ     | 6  | 13 |
| 2  | アル・ワフダート | 6  | 11 |
| 3  | セパハン         | 6  | 10 |
| 4  | イスティクロル   | 6  | 0  |

## 試合
| ライオン・シティ・セーラーズ | 1 - 2    | シャールジャ                          |
| ---------------------------- | -------- | ------------------------------------- |
| - レスティエンヌ 90+1分      | レポート | - ベン・ラルビ 74分 - メローニ 90+7分 |

### 注記
1. ↑  この試合の元の結果は、6-1でサンフレッチェ広島の勝利だったが、サンフレッチェ広島が出場資格のない選手を出場させたため没収試合となり、3-0でライオン・シティ・セーラーズの勝利と裁定された[4]。